# Западный университет штата Коннектикут
Западный университет штата Коннектикут (англ. Western Connecticut State University) — общественный университет США, расположенный в Данбери, штат Коннектикут. Один из четырех университетов, входящих в систему Университета штата Коннектикут. Основан в 1903 году.

## История
Возник в 1903 году как педагогический колледж, в котором обучались будущие учителя начальной и средней школы. В 1950 году стал называться Данберианский государственный педагогический колледж, в 1959 году — Данберианский государственный колледж, в 1967 году — колледж Западного Коннектикута. В 1983 году приобретает новый статус и название — Университет Западного Коннектикута.

## Структура
- Школа бизнеса
- Школа искусств и наук
- Школа визуальных и исполнительских искусств
- Школа профессионального обучения
- Отдел аспирантуры

## Кампусы
Университет расположен в двух кампусах, один находится в центр Данбери, другой в 5 км на запад в пригороде.

## География студентов
Большинство студентов из штатов Коннектикут, Нью-Йорк и Нью-Джерси

## Известные выпускники
- Тёрстон Мур — американский музыкант и автор песен; композитор, гитарист и вокалист рок-группы Sonic Youth и Chelsea Light Moving.
- Мэри Джоди Релл — американский политик, 85-й губернатор штата Коннектикут (2004—2011).
- Мартин Сатер — американский джазовый музыкант, кёрлингист (чемпион США среди мужчин в 2012).